# Шевченко, Григорий Макарович
Григорий Макарович Шевченко (4.3.1922 — 15.7.1944) — командир батальона 25-го гвардейского стрелкового полка 6-й гвардейской стрелковой дивизии 13-й армии Центрального фронта, гвардии капитан. Герой Советского Союза.

## Биография
Родился 4 марта 1922 года в селе Берестовка ныне Липоводолинского района Сумской области Украины в семье крестьянина. Украинец. Член ВКП(б) с 1942 года. Окончил 7 классов. Учился в Днепропетровской художественной школе.
В Красной Армии с 1941 года.
В 1942 году окончил Тамбовское военное пехотное училище.
Участник Великой Отечественной войны с апреля 1942 года. Сражался на Брянском, Центральном и 1-м Украинском фронтах. Был тяжело ранен.
Командир батальона 25-го гвардейского стрелкового полка гвардии капитан Григорий Шевченко с батальоном в ночь на 23 сентября 1943 года первым в полку форсировал Днепр в районе села Теремцы Чернобыльского района Киевской области Украины, захватил и удерживал плацдарм, обеспечивая переправу полка.
Указом Президиума Верховного Совета СССР от 16 октября 1943 года за мужество и отвагу, проявленные во время форсирования Днепра и удержания плацдарма на западном берегу реки, гвардии капитану Шевченко Григорию Макаровичу присвоено звание Героя Советского Союза с вручением ордена Ленина и медали «Золотая Звезда».
Гвардии майор Г. М. Шевченко умер от ран 15 июля 1944 года. Похоронен в городе Ровно.

## Награды
Награждён орденами Ленина, Красного Знамени, Красной Звезды, медалью «За отвагу».

## Память
- Пионерский отряд Берестовской средней школы носил имя комбата
- В центре села Берестовка установлен бюст Героя.
- В Сумском краеведческом музее собраны материалы, повествующие о Г. М. Шевченко.